# 110 (număr)
110 (o sută zece) este un număr natural par care se află între două numere prime, 109 și 111. 110 este suma a trei pătrate consecutive.

## În matematică
- Este un număr sfenic.
- Este un număr rectangular.[2]

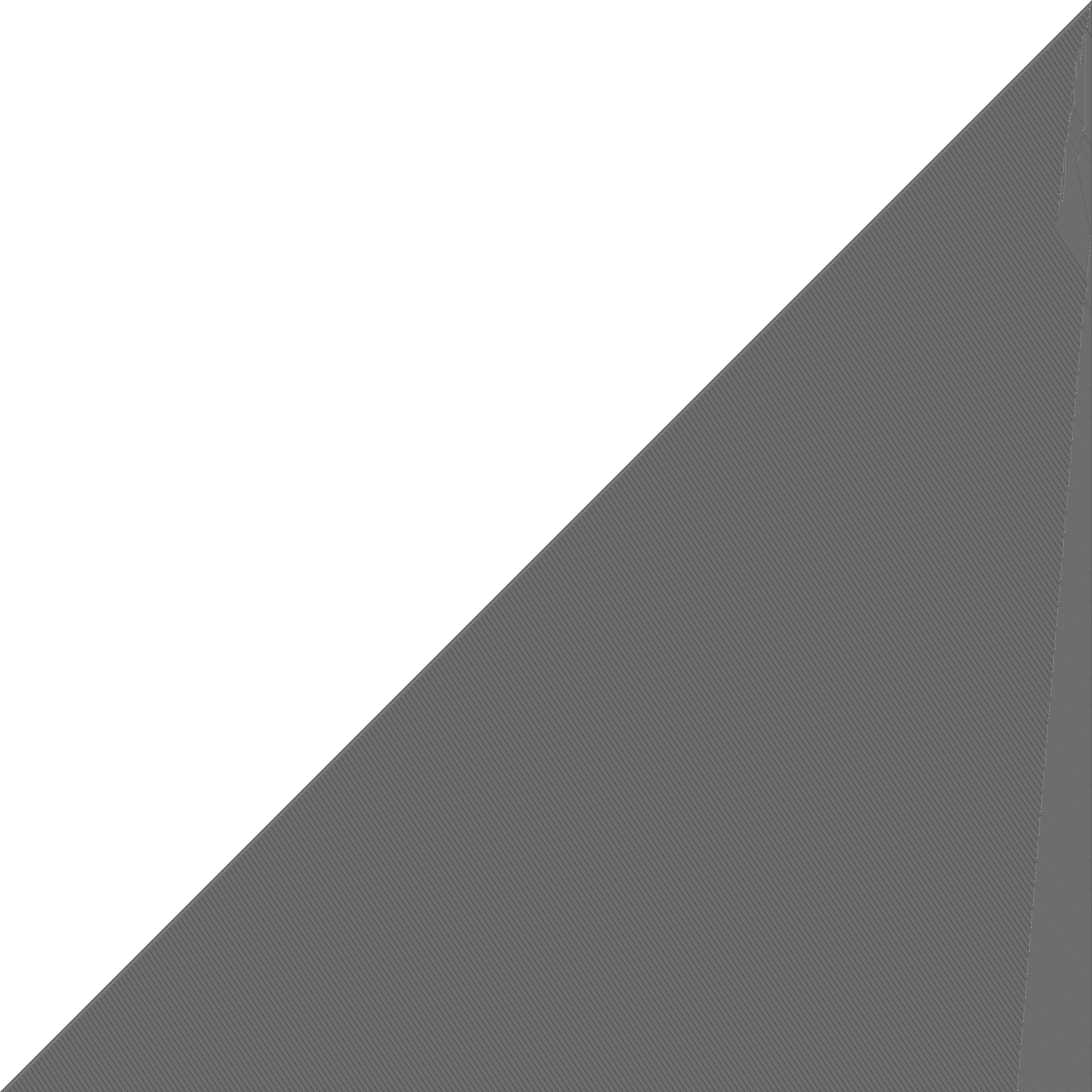
Regula 110, un automat celular elementar

- După cvadruplul prim (101, 103, 107, 109), pentru 110, funcția Mertens atinge un minim de -5.
- 110 este suma a trei pătrate consecutive,  {\displaystyle 110=5^{2}+6^{2}+7^{2}}.
- RSA-110 este unul dintre numerele RSA, semiprime mari, parte din RSA Factoring Challenge.
- În baza 10, numărul 110 este un număr harshad[3] și un număr Devlali.[4]
- Regula 110, un automat celular elementar, adică un automat celular unidimensional cu două stări (0 și 1)

## În știință
- Este numărul atomic al darmstadtiului.

### Astronomie
- NGC 110 (OCL 300) este un roi deschis localizat în constelația Cassiopeia.
- Messier 110  sau M110, cunoscută și ca NGC 205, este o galaxie eliptică, pitică de tip dE6, aparținând Grupului Local, fiind satelit al Galaxiei Andromeda.
- 110 Lydia , o planetă minoră, un asteroid din centura principală.
- 10P/Hartley (Hartley 3), o cometă.

## Alte domenii
- Ani: 110 î.Hr., 1110.
- 110 V a fost, istoric, tensiunea electrică folosită în America de Nord, de asemenea 115 și 117 V.[5]
- Atletismul masculin olimpic are o probă de alergare 110 metri cu obstacole. (Varianta feminină are 100 de metri cu obstacole.)
- 1-1-0, numărul de telefon de urgență al poliției din Iran, Germania, Estonia, China, Indonezia și Japonia. De asemenea, este numărul de telefon de urgență al pompierilor și al ambulanței din Norvegia și Turcia.
- Vârsta pe care o persoană trebuie să o atingă pentru a fi considerată super-centenară.
- Portul TCP utilizat pentru protocolul de e-mail POP3.
- 110 film, film Kodak.
- International 110 este o barcă cu pânze americană care a fost proiectată de C. Raymond Hunt și construită pentru prima dată în 1939.
- Mai multe drumuri au acest număr - A110 autoroute, Interstate 110 (Florida), Carretera Nacional N-110, A110 etc.
- 110th Bomb Squadron, unitate militară din Missouri.

## În religie
- Iosif[6][7] și Iosua Navi ar fi murit la 110 ani.[8][9]

## În cultura populară
- 110 in the shade, o piesă de teatru de N. Richard Nash
- Salariu - 110 euro (film documentar din 2007 de Stéphane Luçon, Nora Agapi)